# Prats i Sansor
Prats i Sansor – gmina w Hiszpanii,  w Katalonii, w prowincji Lleida, w comarce Baixa Cerdanya.
Według danych INE z 2005 roku liczba ludności wyniosła 219. Powierzchnia gminy to 6,23 km², a wysokość bezwzględna to 1124 metry. Numer kierunkowy to +34, a tablice rejestracyjne rozpoczynają się od litery L. Współrzędne geograficzne gminy to 42°22'5"N 1°50'26"E.

## Dynamika populacji
- 1991 – 133
- 1996 – 180
- 2001 – 210
- 2004 – 217
- 2005 – 219

## Skład gminy
Gmina dzieli się na cztery miejscowości:
- Capdevila – liczba ludności: 15
- El Pla – 95
- Prats – 104
- Sansor – 5